# 소네르 데미르타시
소네르 데미르타시(튀르키예어: Soner Demirtaş, 1991년 6월 25일~)는 튀르키예의 레슬링 선수이다. 2016년 하계 올림픽에서 자유형 웰터급에서 은메달을 획득했으며, 세계 선수권 대회에서 동메달 2개 획득했다.